# Ahmed III
Ahmed III (30 tháng 5 năm 1673 – 1 tháng 7 năm 1736) là vị hoàng đế thứ 23 của Đế chế Ottoman, trị vì từ năm 1703 cho tới khi từ ngôi vào năm 1730.

## Tiểu sử
Ahmed III sinh ngày 30 tháng 5 năm 1673. Là con của sultan Mehmed IV và Emetullah Sultana. Ahmed còn là em trai của sultan Mustafa II. Ahmed III là một người đàn ông cao to, có nước da ngăm đen với một chiếc mũi chim ưng. Thuở nhỏ, ông theo học những người có tiếng ở chốn kinh thành. Ông rất thông tuệ. Ông là một nhà thơ và viết chữ đẹp. Ngoài ra, ông còn ưa chuộng âm nhạc. 

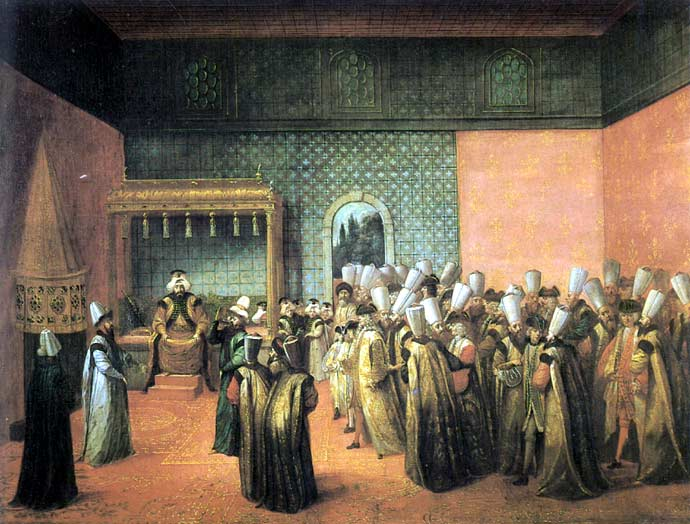
Hoàng đế Ahmed III đón tiếp các sứ thần các nước tại Cung điện Topkapı.

Sultan Ahmed III lên nối ngôi sau khi vua anh Mustafa II bị lật đổ. Ông trị vì trong một giai đoạn thái bình thịnh trị được sử sách gọi là Thời đại Tulip.
Ông đã đề xướng nhiều cải cách theo kiểu Tây phương. Trong Thời đại Tulip, người Thổ Nhĩ Kỳ bắt đầu biết tìm hiểu văn hóa phương Tây, nhất là nghệ thuật Pháp. Dưới Triều đại ông, ngành in ấn được đưa vào Đế quốc Thổ Ottoman. Ông trị vì 27 năm. Sau cuộc khởi nghĩa Patrona Halil, ông từ ngôi ngày 1 tháng 10 năm 1730.
Sultan Ahmed III tổ chức lại toán binh yeniceri vốn đã vô kỷ luật. Nhưng, cuộc cải tổ này không mang lại hiệu quả. Sultan Ahmed III nhiệm Corlulu Ali Pasha làm quan Đại Vizia. Corlulu Ali Pasha phụ trách Sultan trong việc cai trị, xây dựng lại nền kinh tế cũng như thẳng tay đàn áp những kẻ chống đối.
Triều đại Ahmed III cho thấy một cuộc chiến tranh giữa Đế quốc Thổ Ottoman với nước Nga Sa hoàng. Do sự xúi giục của Hãn vương xứ Krym và vua Thụy Điển Karl XII. Ông tuyên chiến với Nga vào năm 1711. Cùng năm đó, quân Thổ Nhĩ Kỳ cùng quân chư hầu Tartar do quan Đại Vizia chỉ huy đãi vây hãm Nga hoàng Pyotr Đại Đế tại Pruth. Nga hoàng đành phải chịu thua và giảng hòa với Đế quốc Thổ Ottoman, theo đó ông ta phải chịu thiệt thòi, nhượng Azov và Taganrog cho Sultan.
Vào năm 1714, quân tinh nhuệ Thổ Nhĩ Kỳ đánh nước Cộng hòa Venezia, lấy được vùng Nam Hy Lạp, nhưng họ bị chặn đứng tại đảo Corfu vào năm 1717. Cùng lúc đó, chiến tranh cũng nổ ra trên sông Danube, và ở mặt trận này quân Áo do danh tướng Eugène de Savoie-Carignan chỉ huy tấn công thành Beograd. Thành Beograd đã thất thủ. Nghiêm trọng hơn, họ còn giữ được thành này và các pháo đài Sava khi lập lại hòa bình.

## Hậu duệ
- Con trai: Mustafa III, Abdul Hamid I, Sulryman, Bayezid, Mehmed, Ibrahim, Numan, Selim, Ali, Isa, Murad, Seyfeddin, Abdumecid, Abdulmelik.
- Con gái: Emine, Rabia, Habibe, Zeyneb v.v...